# TDD (Televizijski Deželni Dnevnik)
TDD - Televizijski Deželni Dnevnik je regionalna informativna oddaja v slovenščini, ki se predvaja na Rai 3 BIS FJK s sedeža Rai v Trstu, furlanske podružnice italijanskega javnega radia in televizije.

## Zgodovina
TDD je bil ustanovljen leta 1995 za storitve slovenski jezikovni manjšini poleg radijske postaje (zdaj se imenuje Radio Trst A) in je sprva pokrivala le tržaško in goriško pokrajino. Za razliko od TGR, ki se ukvarja izključno z zadevno regijo, je to celovit informativni program z regionalnimi, nacionalnimi, tujimi, športnimi in vreme stranmi. V petek ob zaključku oddaje na sporedu poglobljena analiza z naslovom Predstavlja traja približno 15 minut in se ponovi ob sredah pred običajno izdajo ob 20.30. Ob sobotah je vedno na koncu večerne oddaje Utrip Evangelija.

## Izdaje
Ob 20:30 se oddajajo regionalne novice TDD Furlanije Julijske Krajine, ki so enake kanalu TGR. Te so izdane v istem studiu kot italijanska različica novica. TDD novice se ponovijo tudi na Televizija Koper/Capodistria ob 00:20 (slovenski istrski regionalni kanal, posvečen italijanski jezikovni manjšini, ki ga izdaja RTV Slovenija) in na kanalu SLO 1 ob 1:05 uri.
Od 19. januarja 2015 je TDD FJK proizvajan v digitalni tehnologiji in od 14. septembra 2015 ima novo grafično zasnovo ter logotip, enaka tisti v italijanski izdaji.